# Amand Domènech
Amand Domènech i Casanova (Barcelona, 1920-2002) fue un diseñador gráfico, pintor e ilustrador español especializado en el cartelismo. Entre su obra se encuentran pinturas, acuarelas, ilustraciones editoriales, logotipos de empresa, pósteres de cine y carteles publicitarios. Es considerado uno de los pioneros del diseño gráfico en España, junto con Josep Artigas, Daniel Gil, Antoni Morillas, Josep Pla-Narbona o Manolo Prieto, entre otros.

## Biografía
Amand Domènech nació en Barcelona en 1920 (particularmente en Sant Martí de Provençals, municipio anexado a Barcelona veinte años antes). Inició su formación en el Ateneu Obrer Martinenc, donde también aprenderá música. Continuará sus estudios de solfeo y violín en la Academia Cots. Su formación gráfica comienza en 1934 cuando ingresa a las clases nocturnas de la Escuela Municipal de Artes y Oficios (posteriormente Escuela Juan Manuel Zafra hasta 2020, cuando es rebautizada como Institut Caterina Albert), mientras trabaja como insolador de planchas en la empresa Gráfica Manén y realiza algunos carteles por cuenta propia. En 1938, durante la Guerra Civil, forma parte de «la leva del biberón» y pasa once meses entre el frente y los campos de concentración republicanos.
Sus primeros trabajos datan de 1940, aunque no es hasta 1948 que trabaja por cuenta propia. Entre 1940 y 1944, trabajó para diversas editoriales y empresas de artes gráficas de la ciudad condal, como Casa Grafos, Esteller y Sangés Editores SL, Creaciones Publicitarias Lienas y J. Esteve Editor. En 1945 trabaja siete meses en la agencia Crisol y durante tres años en Vila Sala (Cobas). Asimismo, fue miembro de la Agrupación de Acuarelistas de Cataluña, entre 1946 y 1963. En 1948 se hace autónomo y abre su estudio. Combina el trabajo de cartelista con su afición a la pintura. 
En 1960, su trabajo se internacionaliza y expone en el IMPACT Poster Art of the World (Royal Ontario Museum, Toronto, Canada). Entre 1960 y 1962, su trabajo recibe influencias del estilo suizo, a partir de un stage (estancia formativa) el cual es invitado a realizar en el estudio Klausfelder de Vevey.
En 1961 realiza el cartel oficial de las Fiestas de la Merced (fiestas patronales de Barcelona), y ese mismo año cofunda la Agrupación de Grafistas del Fomento de las Artes y del Diseño (actual ADG-FAD), de la cual fue director, con el objetivo de resolver los problemas de competencia desleal, amiguismo e intrusismo en los concursos de cartelismo. También cofunda en Londres el Consejo Internacional de Asociaciones de Diseño Gráfico (ICOGRADA, posteriormente ICoD), del cual fue vicepresidente respectivamente. En 1983 impulsó la creación del Colegio de Diseñadores Gráficos.
A partir de 1964 inicia su carrera como docente en la Escuela Massana del Raval barcelonés, como profesor de Plástica Publicitaria. En 1966 diseña el cartel del Premio Internacional del Dibujo Joan Miró. Posteriormente, en 1968, ejerce como profesor en la Escuela Oficial de Publicidad y diseña el cartel del V Festival Internacional de Música de Barcelona. Entre 1976 y 1984 se centra en la ilustración para el sector editorial. A partir de 1987 en la Facultad de Ciencias de la Información de la Universidad Autónoma de Barcelona. Un año después es invitado a participar con sus obras y con una ponencia en la Bienal de Brno. Durante la última etapa de su vida lleva a cabo una intensa actividad como pintor.

## Obra
Esta es una selección de algunas de sus obras:
- 1953, Cartel "Bodas de Oro del Real Club Deportivo Español"
- 1956, Cartel "Fiestas de la Merced"
- 1957, Cartel "Club de Fútbol Barcelona Inauguración del Estadio"
- 1960, Cartel "Zoo de Barcelona"
- 1961, Cartel "Fiestas de La Passió Olesa de Montserrat"
- 1961, Cartel "Fiestas de la Merced"
- 1962, Cartel "Fiestas de La Passió Olesa de Montserrat"
- 1962, Cartel para la UNESCO "Ajut, Ayuda, Help, Aide, Hilfe"
- 1963, Cartel para el Ayuntamiento de Barcelona "Procesión de Viernes Santo en Barcelona"
- 1963, Cartel publicitario "Chocolate Nestlé para toda la familia"
- 1966, Cartel "Semana de La Luz de Barcelona"

## Premios
- 1957, Premi del Concurs de Cartells, por el cartel de la inauguración del estadio del Fútbol Club Barcelona.
- 1958, Primer Premio del Concurso de Carteles (XXVI Feria Oficial e Internacional de Muestras de Barcelona)
- 1958, Primer Premio por instituir la bandera oficial de Ferias y Congresos de Barcelona
- 1961, Premio por el cartel de las Fiestas de la Merced
- 1962 y 1963, Primer Premio por los carteles de La Pasión de Olesa de Montserrat